# Old skool EBM
Old skool EBM is een substroming binnen de electronic body music (EBM) van bands die willen terugkeren naar het geluid van originators Deutsch Amerikanische Freundschaft, Front 242 en Nitzer ebb. Sommige EBM-liefhebbers storen zich aan de harde agressie van de Darkelectro of het commerciële geluid van de Futurepop en zoeken het geluid van het verleden op.

## Old skool EBM-bands
- Spetsnaz
- Ionic vision
- Kompressor
- Militant cheerleaders on the move
- Orange sector
- Proceed
- Jäger90
- NTRSN